# Ditaxis biseriata
Ditaxis biseriata ist ein Netzflügler aus der Familie der Fanghafte (Mantispidae). Die Art kommt in zwei Bundesstaaten Australiens vor.

## Merkmale
Ditaxis biseriata besitzt eine bräunliche Grundfärbung und den für Fanghafte typischen Körperbau: Der Prothorax ist lang und dünn, die Beine des knapp hinter dem Kopf sitzenden ersten Beinpaares sind als Fangbeine ausgebildet. Im Ruhezustand sind diese eingeklappt, so dass die Tiere wie bei Fanghaften üblich auf zwei Beinpaaren stehen. Der Kopf ist dreieckig und trägt deutlich hervorstehende Facettenaugen. Die Flügelpaare sind typisch netzflüglerartig geformt und größtenteils durchsichtig. Die Fühler sind extrem kurz.

## Vorkommen
Ditaxis biseriata ist eine sehr seltene Art und kommt in Australien in den Bundesstaaten New South Wales an der Südostküste und Queensland an der Nordostküste vor. Das Typusexemplar wurde in der Moreton-Bay (Australien, Queensland) gefunden.

## Lebensweise
Die adulten Tiere leben räuberisch von anderen Insekten, über die Präimaginalstadien ist bisher nichts bekannt.

## Synonyme
- Mantispa biseriata Westwood, 1852.[2]
- Drepanicus biseriata (Westwood, 1852) F. Brauer stellte die Art 1867 in die Gattung Drepanicus[3]